# 2240 Tsai
2240 Tsai (1978 YA) là một tiểu hành tinh vành đai chính. Nó được đặt theo tên nhà thiên văn học Đài Loan Tsai Changhsien (tiếng Trung phồn thể:蔡章獻, (Thái Chương Hiến) 1924–2009).